# Beckeriella gigas
Beckeriella gigas är en tvåvingeart som beskrevs av Mercedes Lizarralde de Grosso 1986.
Beckeriella gigas ingår i släktet Beckeriella och familjen vattenflugor. Inga underarter finns listade i Catalogue of Life.